# Meister von Veringen

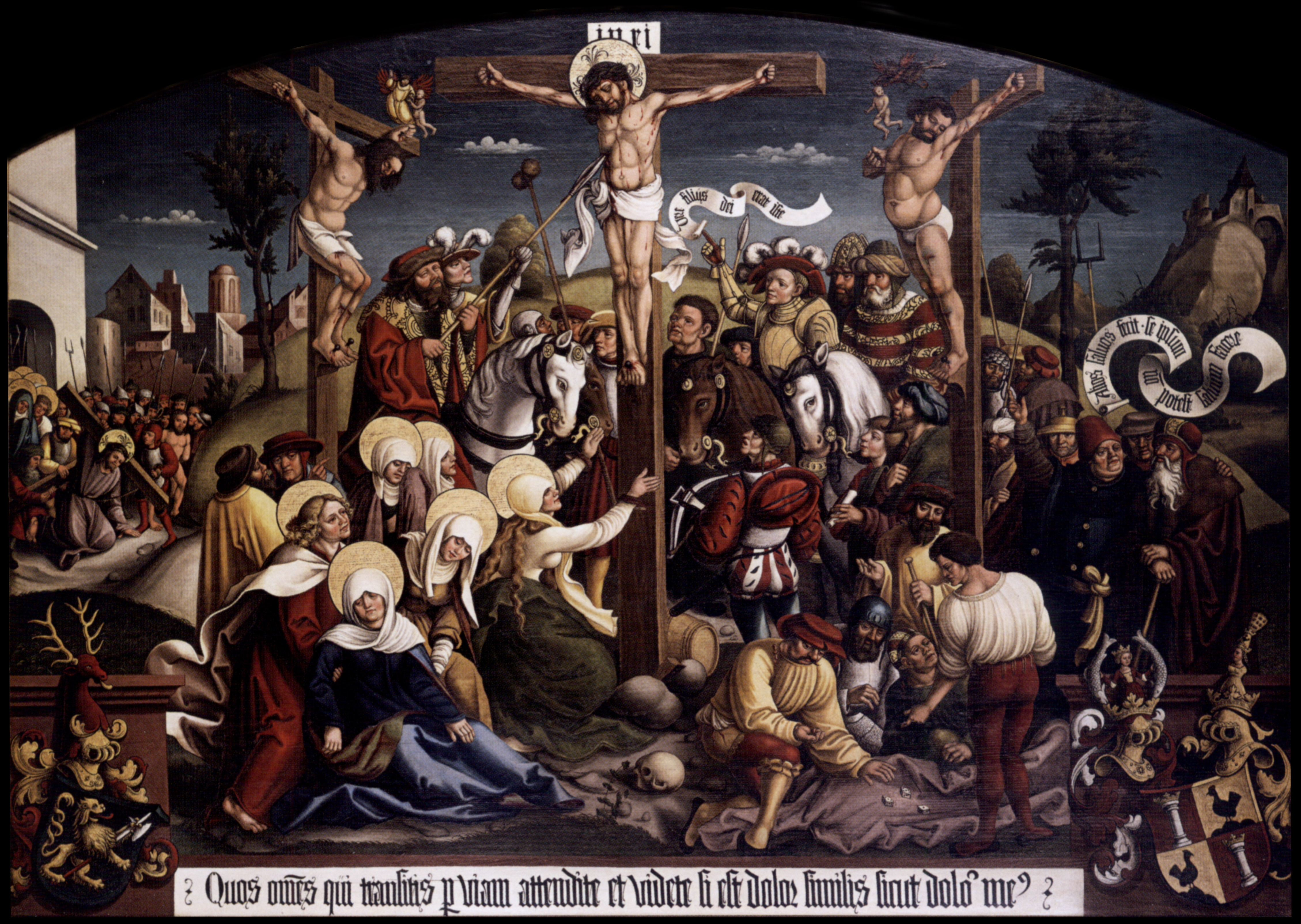
Strüb: Kreuzigung Christi

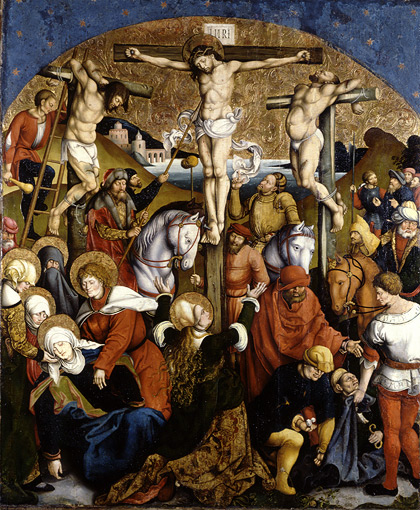
Meister von Sigmaringen Kreuzigung Christi

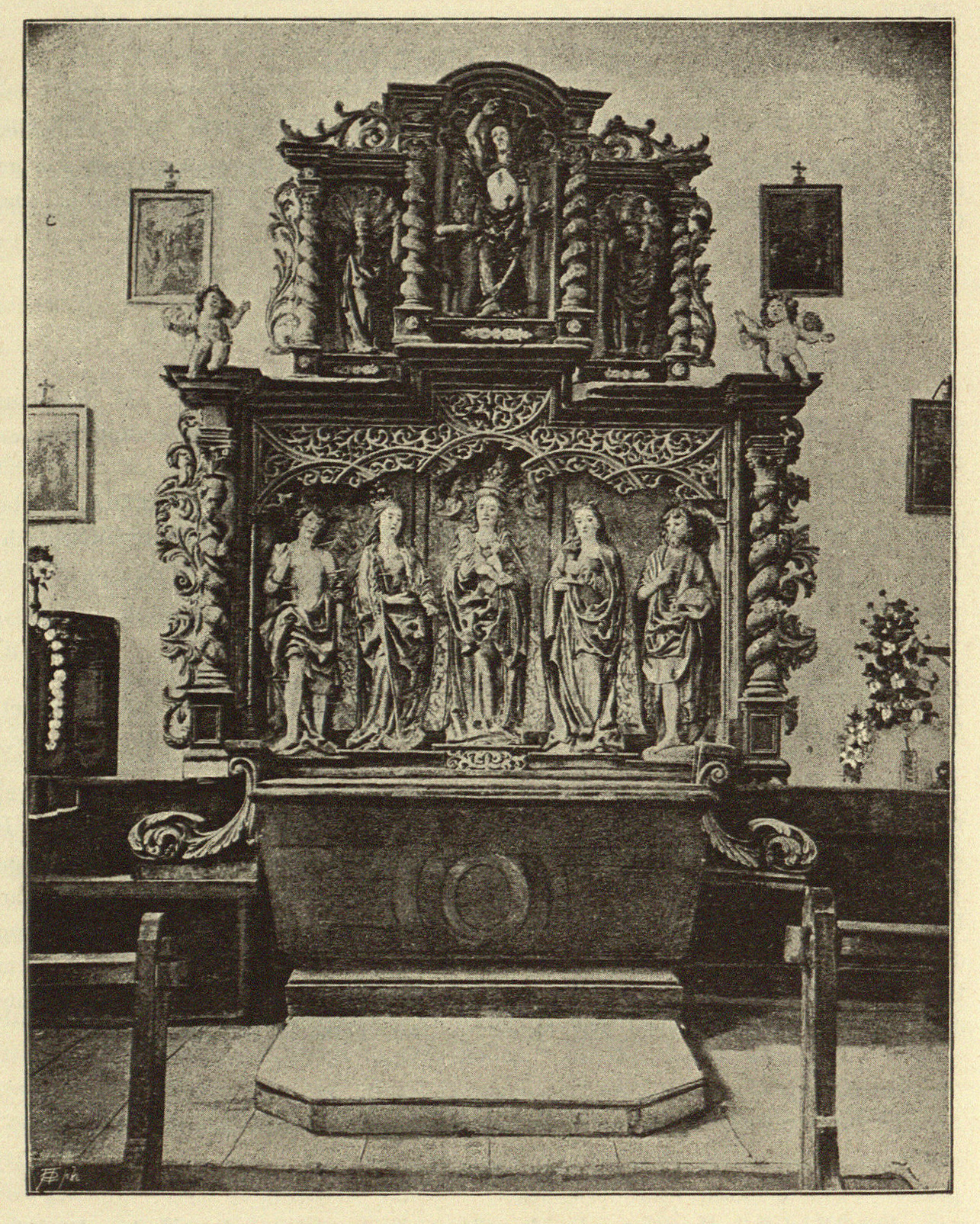
Kunstdenkmäler KN 1887 S402 Roth Holzschnitzaltar

Als Meister von Veringen wird ein anonymer deutscher Maler der Renaissance bezeichnet.
Der unter dem Notnamen geführte „Meister von Veringen“ wird mit der Malerwerkstatt der Familie Strüb aus Veringenstadt gleichgesetzt. Kunsthistoriker Bernd Konrad vertritt die Meinung, dass der Meister von Veringen etwas mit dem Meister von Sigmaringen gemein hat, nicht jedoch mit dem Meister von Meßkirch. Hierbei muss es sich um eine eigenständige Werkstatt handeln.
Im Jahr 2006 ist es dem Kunsthistoriker Dr. Konrad gelungen, nachzuweisen, dass über zwanzig Werke unbekannter Meister den Strüb-Malern Hans und Jakob Strüb zugeordnet werden können. Die Werke hängen unter anderem im Fidelishaus und im Haus Nazareth in Sigmaringen, in Königseggwald, Krumbach, Meßkirch und als Teil der Sammlung Würth in der Johanniterkirche, Schwäbisch Hall. Diese neue Zuschreibung begründet er mit gründlichen stilkritischen Untersuchungen, besonders in den Darstellungen der Gesichter und Figuren. Für die Altersbestimmungen, die Werke stammen aus der Zeit von 1500 bis 1530, kamen naturwissenschaftliche Methoden zur Anwendung, da nur wenige Werke datiert waren.
Konrad unterscheidet vier chronologische Stilgruppen der Strübwerke, in denen unter anderem die Entwicklung der Raumbehandlung sichtbar wird. Obwohl das Gesamtwerk in sich stimmig sei, könne es nicht einem Maler allein zugeschrieben werden, vielmehr einer ganzen Werkstatt. In Veringenstadt waren das die vier Maler Peter Strüb der Ältere mit seinen Söhnen Jakob, Hans und Peter der Jüngere.
Die Predella des Rother Altars ist signiert „hans strüb maler zu veringe hat diß tafel gemachet do man zalt M. CCCCC. un X III iar uf lichtmeß“. Frida Ewald Schübeck interpretierte 1939 daraus, dass Hans Strüb nicht nur die Tafelgemälde, sondern auch das Schnitzwerk des Altars fertigte. Bei der heutigen Aufstellung in der Sammlung der Reiss-Engelhorn-Museen wird Niklaus Weckmann als der Bildschnitzer genannt.

## Strübhaus
Das „Strübhaus“ in Veringenstadt, ehemalige Künstlerwerkstatt und heute Museum für mittelalterliche Malkunst, gibt Einblick in die bedeutende Malerfamilie.